# Lillsjön (Sandvikens socken, Gästrikland)
Lillsjön är en sjö i Sandvikens kommun i Gästrikland och ingår i Gavleåns huvudavrinningsområde. Sjön är 2,8 meter djup, har en yta på 0,409 kvadratkilometer och befinner sig 71,1 meter över havet.

## Delavrinningsområde
Lillsjön ingår i det delavrinningsområde (673341-601089) som SMHI kallar för Utloppet av Öjaren. Medelhöjden är 75 meter över havet och ytan är 55,34 kvadratkilometer. Räknas de 18 avrinningsområdena uppströms in blir den ackumulerade arean 171,34 kvadratkilometer. Högboån (Säverängsån) som avvattnar avrinningsområdet har biflödesordning 2, vilket innebär att vattnet flödar genom totalt 2 vattendrag innan det når havet efter 42 kilometer. Avrinningsområdet består mestadels av skog (49 procent) och sankmarker (10 procent). Avrinningsområdet har 20,09 kvadratkilometer vattenytor vilket ger det en sjöprocent på 35,6 procent.